# Paul Kozlicek
Paul Kozlicek (Vienna, 22 luglio 1937 – Siviglia, 26 novembre 1999) è stato un calciatore austriaco, di ruolo attaccante.

## Palmarès

### Club

#### Competizioni nazionali
- Campionato austriaco: 1

Admira Vienna: 1965-1966
- Coppa d'Austria: 1

Admira Vienna: 1965-1966